# Just Take My Heart
Just Take My Heart è una power ballad del gruppo musicale statunitense Mr. Big, estratta come quarto e ultimo singolo dall'album Lean Into It nell'aprile 1992. 
Ha raggiunto la posizione numero 16 della Billboard Hot 100 negli Stati Uniti.

## La canzone
Eric Martin ha rivelato di aver scritto il testo del brano in riferimento alla sua prima moglie. Nel testo il cantante descrive le sensazioni provate durante l'ultima notte in compagnia della ragazza.
La canzone è introdotta da un delicato arpeggio di chitarra eseguito da Paul Gilbert, che è stato tuttavia tagliato nella versione distribuita come singolo.
Nel 2000 il gruppo ha registrato una nuova versione del brano con il chitarrista Richie Kotzen per la raccolta Deep Cuts: The Best of the Ballads.

## Tracce
7" Single Atlantic 7567-87490-7
1. Just Take My Heart – 3:45
2. To Be with You (Live) – 3:28

CD Maxi Atlantic 7567-85875-2
1. Just Take My Heart – 3:45
2. To Be with You (Live) – 3:28
3. Shadows – 3:32
4. Strike Like Lightning – 3:39

## Classifiche
| Classifica (1992)             | Posizione massima |
| ----------------------------- | ----------------- |
| Australia                     | 27                |
| Belgio (Fiandre)              | 26                |
| Canada                        | 16                |
| Finlandia                     | 18                |
| Germania                      | 29                |
| Irlanda                       | 18                |
| Nuova Zelanda                 | 40                |
| Paesi Bassi                   | 17                |
| Regno Unito                   | 26                |
| Stati Uniti                   | 16                |
| Stati Uniti (mainstream rock) | 18                |
| Stati Uniti (radio)           | 25                |
| Svezia                        | 35                |
| Svizzera                      | 20                |